# Colin Curran
Colin Curran (Newcastle, 21 agosto 1947) è un ex calciatore australiano, di ruolo difensore.

## Carriera

### Club
Ha giocato nella prima divisione australiana.

### Nazionale
Ha partecipato ai Mondiali del 1974.